# Grand Prix automobile d'Abou Dabi 2024
GP précédent GP suivant
Le Grand Prix automobile d'Abou Dabi 2024 (Formula 1 Etihad Airways Abu Dhabi Grand Prix 2024), disputé le 8 décembre 2024 sur le Circuit Yas Marina, est la 1125e épreuve du championnat du monde de Formule 1 courue depuis 1950. Il s'agit de la 15e édition du Grand Prix d'Abou Dabi comptant pour le championnat du monde de Formule 1 et la vingt-quatrième et dernière manche du championnat 2024. Cette course clôt la saison, comme c'est le cas en alternance depuis 2009 et en continu depuis 2014.
En verrouillant sa 65e première ligne, Mclaren accroît ses chances dans la quête du championnat du monde. Lando Norris réalise sa huitième pole position de la saison, en battant Oscar Piastri de 209 millièmes de seconde. Derrière Carlos Sainz, troisième, la grille de départ est chamboulée après la pénalité d'un recul de trois places infligée à Nico Hülkenberg, initialement quatrième, pour avoir doublé dans le tunnel qui prolonge la voie des stands. Max Verstappen accompagne désormais Sainz en deuxième ligne et Pierre Gasly, cinquième, part devant George Russell. Sur la quatrième ligne, Hülkenberg précède Fernando Alonso. Valtteri Bottas atteint la Q3 et, grâce à son neuvième temps, devance Sergio Pérez. Charles Leclerc, éliminé en Q2 après que son meilleur temps a été annulé pour un dépassement des limites de la piste, s'élance en fond de grille, pénalisé pour un changement de batterie hors-quota. 
En tête de l'épreuve bout en bout, Norris remporte sa quatrième victoire de la saison et offre son neuvième titre de champion des constructeurs à McLaren, une première depuis 1998 avec, déjà, un moteur Mercedes. Les pilotes Ferrari, Sainz et Leclerc, revenu du dix-neuvième rang, l'accompagnent sur le podium. Lewis Hamilton dépasse son coéquipier George Russell dans le dernier tour et achève sa carrière chez Mercedes avec une quatrième place. Pénalisé de dix secondes pour un accrochage au départ avec Oscar Piastri, Verstappen termine sixième devant Pierre Gasly qui permet ainsi à Alpine de prendre le sixième rang du championnat des constructeurs. 
Alors que Norris conserve la tête au départ, Verstappen tente de dépasser Piastri par l'intérieur du premier virage et l'accroche, ce qui lui vaut dix secondes de pénalité ; si Piastri se retrouve dernier, Verstappen limite les dégâts en se relançant en onzième position. Charles Leclerc passe le premier tour à dépasser des concurrents par grappes, notamment par l'extérieur du virage no 3 et boucle le tour en huitième position. Dans sa remontée, Piastri percute Colapinto et  reçoit une pénalité de dix secondes. Gasly, troisième derrière Norris et Sainz, déploie pendant une dizaine de tours une défense acharnée face aux assauts de Russell. Le Français roule devant Hülkenberg : son seul objectif est de devancer la Haas pour garantir la sixième place du classement des constructeurs à Alpine. Lando Norris est chassé à partir de la mi-course par les Ferrari, Leclerc atteignant le troisième rang après la vague d'arrêts au stand, ayant remonté seize places au total. Le pilote McLaren ne crée pas un gros écart face à Sainz, qui termine sa dernière course avec Ferrari à moins de six secondes du vainqueur. Sous le drapeau à damier brandi par Jannik Sinner, le Britannique devient vice-champion du monde. 
L'autre remontée spectaculaire, depuis la seizième place sur la grille, est celle de Lewis Hamilton. Seul à s'élancer en pneus durs, il effectue un long premier relais en ménageant ses gommes qu'il ne change qu'après trente-quatre tours pour des composants medium. Reparti septième, il dépasse Hülkenberg, puis Gasly, et se cale dans les échappements de son coéquipier Russell qu'il double dans le dernier tour. Gasly, dépassé sur la fin par Verstappen sans chercher à se défendre, contient Hülkenberg derrière lui jusqu'au bout. Alonso termine neuvième, juste devant Piastri, revenu de loin après sa pénalité pour prendre le dernier point. Magnussen se chausse de neuf à trois tours de l'arrivée et réalise le meilleur tour qui ne lui apporte rien puisqu'il se classe seizième. Hamilton célèbre sa dernière course avec Mercedes par une série de donuts dans la ligne droite des stands. 
Derrière le champion Max Verstappen (437 points), Lando Norris (374 points) devance Charles Leclerc (356 points) ; Oscar Piastri achève la saison au quatrième rang (292 points), deux unités devant Carlos Sainz (290 points). Ils obtiennent tous les quatre le meilleur total de leur carrière. Sixième, George Russell (245 points) devance son coéquipier Lewis Hamilton (223 points) : exceptionnellement, les sept premiers du championnat ont au moins gagné deux courses durant la saison. Sergio Perez (152 points) est huitième devant Fernando Alonso (70 points) et Pierre Gasly, auteur d'une fin de saison tonitruante, prend la dixième place (42 points) à la dernière course. 
McLaren (666 points) renoue avec son glorieux passé en remportant un neuvième championnat des constructeurs, le précédent remontant à 26 ans, en 1998, avec Mika Häkkinen et David Coulthard. Depuis la victoire inattendue de Brawn GP en 2009, aucune autre écurie que Red Bull et Mercedes n'avait obtenu le trophée des constructeurs. Comme en 1998, Ferrari (652 points) achève le championnat au deuxième rang. Red Bull, plombée par les faibles résultats de Pérez lors des trois-quarts de la saison, termine troisième (589 points) loin devant Mercedes (468 points). Aston Martin, cinquième avec 94 points, est la première des écuries sans victoire durant la saison. Alpine (65 points) prend la sixième place devant Haas (58 points) et Racing Bulls (46 points). Williams termine neuvième (17 points) et Kick Sauber dixième avec 4 points.

## Contexte avant le dernier Grand Prix de l'année

### Doohan remplace Ocon
En expliquant dans un communiqué qu'elle « libère Esteban pour Haas afin qu'il puisse participer aux tests de post-saison à Abou Dabi », l'écurie Alpine débarque brutalement son pilote français pour installer Jack Doohan dans le baquet de l'A524 dès la dernière manche de la saison. Le pilote australien de 21 ans va donc débuter en Grand Prix avant d'être titularisé aux côtés de Pierre Gasly en 2025. De son côté, Esteban Ocon s'est engagé avec Haas où il fera équipe avec un autre rookie, Oliver Bearman.

### Les frères Leclerc en piste
|  |

Pilote de développement pour la Scuderia Ferrari en 2024, Arthur Leclerc, de trois ans le cadet de Charles Leclerc, a piloté la SF-24 de Carlos Sainz lors de la première séance d'essais libres à Yas Marina. Pour la première fois depuis Ralf et Michael Schumacher en 2006, deux frères prennent la piste en même temps en Formule 1. C'est la première fois depuis Teo et Corrado Fabi, en 1984, que deux frères roulent dans la même équipe ; les Italiens ne s'étaient toutefois pas croisés en piste chez Brabham. Arthur Leclerc poursuivra au volant de la SF-24 dès le mardi suivant l'épreuve lors des essais de fin de saison (aux côtés d'Antonio Fuoco, pilote Hypercar pour Ferrari-AF Corse en WEC) tandis que son frère pilotera la seconde monoplace.

### Les derniers enjeux du championnat
Après le Grand Prix du Qatar, où Charles Leclerc s'est classé deuxième et Lando Norris dixième avec en prime le point du meilleur tour, huit points séparent les deux pilotes, pour la place de dauphin de Max Verstappen au championnat du monde. Le pilote Ferrari doit donc marquer 8 points de plus que son rival s'il veut s'emparer de la deuxième place. Chez les constructeurs, McLaren (640 points et un avantage de 21 points) et Ferrari (619 points) restent seuls en lice pour le titre, avant le départ de la dernière course de la saison. Les troisième (Red Bull), quatrième (Mercedes) et cinquième (Aston Martin) places sont définitivement acquises. Le dernier enjeu chez les constructeurs, qui revêt également une grande importance d'ordre financier, est celui de la sixième place, qui met aux prises Alpine (59 points),  Haas (54 points) et Racing Bulls (46 points).

### La dernière course de Lewis Hamilton avec Mercedes
Le Grand Prix d'Abou Dabi 2024 est le dernier disputé par Lewis Hamilton au volant d'une Mercedes avant qu'il ne poursuive sa carrière avec la Scuderia Ferrari à partir de 2025. En douze saisons, depuis 2013, il a battu de nombreux records au sein de l'équipe de Toto Wolff, dont notamment, pour la même écurie, 84 victoires, 78 pole positions, 153 podiums, six titres de champion du monde pilotes et huit des constructeurs en 246 départs.

## Pneus disponibles
| Pneus pour piste sèche | Pneus pour piste sèche | Pneus pour piste sèche | Pneus pluie    | Pneus pluie |
| ---------------------- | ---------------------- | ---------------------- | -------------- | ----------- |
| Durs (Type C3)         | Medium (Type C4)       | Tendres (Type C5)      | Intermédiaires | Pluie       |

## Essais libres

### Première séance, le vendredi de 14 h à 15 h
| Pos. | Pilote          | Voiture          | Chrono         | Écart     |
| ---- | --------------- | ---------------- | -------------- | --------- |
| 1    | Charles Leclerc | Ferrari          | 1 min 24 s 321 |           |
| 2    | Lando Norris    | McLaren-Mercedes | 1 min 24 s 542 | + 0 s 221 |
| 3    | Lewis Hamilton  | Mercedes         | 1 min 24 s 806 | + 0 s 485 |
| 4    | George Russell  | Mercedes         | 1 min 25 s 165 | + 0 s 844 |
| 5    | Pierre Gasly    | Alpine-Renault   | 1 min 25 s 333 | + 1 s 012 |
| 6    | Nico Hülkenberg | Haas-Ferrari     | 1 min 25 s 373 | + 1 s 052 |

- Felipe Drugovich, pilote d'essai d'Aston Martin, remplace Lance Stroll lors de cette séance ; il réalise le neuvième temps[12] ;
- Ryō Hirakawa, pilote d'essai de McLaren, remplace Oscar Piastri lors de cette séance ; il réalise le quatorzième temps[13] ;
- Isack Hadjar, pilote d'essai de Red Bull, remplace Max Verstappen lors de cette séance ; il réalise le quinzième temps[14] ;
- Ayumu Iwasa, pilote d'essai de Racing Bulls, remplace Yuki Tsunoda lors de cette séance ; il réalise le dix-septième temps[15] ;
- Arthur Leclerc, pilote d'essai de Ferrari, remplace Carlos Sainz Jr. lors de cette séance ; il réalise le dix-huitième temps[16] ;
- Luke Browning, pilote d'essai de Williams, remplace Alexander Albon lors de cette séance ; il réalise le vingtième temps[17] ;

### Deuxième séance, le vendredi de 17 h à 18 h
| Pos. | Pilote           | Voiture          | Chrono         | Écart     |
| ---- | ---------------- | ---------------- | -------------- | --------- |
| 1    | Lando Norris     | McLaren-Mercedes | 1 min 23 s 517 |           |
| 2    | Oscar Piastri    | McLaren-Mercedes | 1 min 23 s 751 | + 0 s 234 |
| 3    | Nico Hülkenberg  | Haas-Ferrari     | 1 min 23 s 979 | + 0 s 462 |
| 4    | Carlos Sainz Jr. | Ferrari          | 1 min 24 s 099 | + 0 s 582 |
| 5    | Lewis Hamilton   | Mercedes         | 1 min 24 s 119 | + 0 s 602 |
| 6    | Charles Leclerc  | Ferrari          | 1 min 24 s 201 | + 0 s 684 |

### Troisième séance, le samedi de 15 h à 16 h
| Pos. | Pilote           | Voiture             | Chrono         | Écart     |
| ---- | ---------------- | ------------------- | -------------- | --------- |
| 1    | Oscar Piastri    | McLaren-Mercedes    | 1 min 23 s 433 |           |
| 2    | Lando Norris     | McLaren-Mercedes    | 1 min 23 s 626 | + 0 s 193 |
| 3    | Lewis Hamilton   | Mercedes            | 1 min 23 s 823 | + 0 s 390 |
| 4    | Max Verstappen   | Red Bull-Honda RBPT | 1 min 23 s 844 | + 0 s 411 |
| 5    | Carlos Sainz Jr. | Ferrari             | 1 min 23 s 871 | + 0 s 438 |
| 6    | George Russell   | Mercedes            | 1 min 24 s 075 | + 0 s 642 |

## Séance de qualifications

### Résultats des qualifications
| Pos. | Pilote           | Écurie                  | Qualifications 1 | Qualifications 2 | Qualifications 3 |
| ---- | ---------------- | ----------------------- | ---------------- | ---------------- | ---------------- |
| 1    | Lando Norris     | McLaren-Mercedes        | 1 min 23 s 682   | 1 min 23 s 098   | 1 min 22 s 595   |
| 2    | Oscar Piastri    | McLaren-Mercedes        | 1 min 23 s 640   | 1 min 23 s 199   | 1 min 22 s 804   |
| 3    | Carlos Sainz Jr. | Ferrari                 | 1 min 23 s 487   | 1 min 22 s 985   | 1 min 22 s 824   |
| 4    | Nico Hülkenberg  | Haas-Ferrari            | 1 min 23 s 722   | 1 min 23 s 040   | 1 min 22 s 886   |
| 5    | Max Verstappen   | Red Bull-Honda RBPT     | 1 min 23 s 516   | 1 min 22 s 998   | 1 min 22 s 945   |
| 6    | Pierre Gasly     | Alpine-Renault          | 1 min 23 s 548   | 1 min 23 s 086   | 1 min 22 s 984   |
| 7    | George Russell   | Mercedes                | 1 min 23 s 678   | 1 min 23 s 283   | 1 min 23 s 132   |
| 8    | Fernando Alonso  | Aston Martin-Mercedes   | 1 min 23 s 794   | 1 min 23 s 268   | 1 min 23 s 196   |
| 9    | Valtteri Bottas  | Kick Sauber-Ferrari     | 1 min 23 s 481   | 1 min 23 s 341   | 1 min 23 s 204   |
| 10   | Sergio Pérez     | Red Bull-Honda RBPT     | 1 min 23 s 559   | 1 min 23 s 379   | 1 min 23 s 264   |
| 11   | Yuki Tsunoda     | Racing Bulls-Honda RBPT | 1 min 23 s 735   | 1 min 23 s 419   |                  |
| 12   | Liam Lawson      | Racing Bulls-Honda RBPT | 1 min 23 s 733   | 1 min 23 s 472   |                  |
| 13   | Lance Stroll     | Aston Martin-Mercedes   | 1 min 23 s 729   | 1 min 23 s 784   |                  |
| 14   | Charles Leclerc  | Ferrari                 | 1 min 23 s 302   | 1 min 23 s 833   |                  |
| 15   | Kevin Magnussen  | Haas-Ferrari            | 1 min 23 s 632   | 1 min 23 s 877   |                  |
| 16   | Alexander Albon  | Williams-Mercedes       | 1 min 23 s 821   |                  |                  |
| 17   | Zhou Guanyu      | Kick Sauber-Ferrari     | 1 min 23 s 880   |                  |                  |
| 18   | Lewis Hamilton   | Mercedes                | 1 min 23 s 887   |                  |                  |
| 19   | Franco Colapinto | Williams-Mercedes       | 1 min 23 s 912   |                  |                  |
| 20   | Jack Doohan      | Alpine-Renault          | 1 min 24 s 105   |                  |                  |

### Grille de départ
- Nico Hülkenberg, auteur du quatrième temps, est pénalisé d'un recul de trois places sur la grille de départ, pour avoir dépassé deux voitures dans la voie des stands lors de la première partie des qualifications ; il s'élance septième[21] ;
- Charles Leclerc, auteur du quatorzième temps, est pénalisé d'un recul de dix places sur la grille, pour un troisième changement, hors-quota, de la batterie de sa SF-24 ; compte tenu des pénalités d'Albon et de Colapinto, il s'élance dix-neuvième[22] ;
- Alexander Albon, auteur du seizième temps, est pénalisé d'un recul de cinq places sur la grille pour le changement, hors-quota, de sa boîte de vitesses ; compte tenu des pénalités de Leclerc et de Colapinto, il s'élance dix-huitième[23] ;
- Franco Colapinto, auteur du dix-neuvième temps, est pénalisé d'un recul de cinq places sur la grille pour le changement, hors-quota, de sa boîte de vitesses ; compte tenu des pénalités d'Albon et de Leclerc, il s'élance vingtième et dernier[24].

## Course

### Classement de la course
| Pos. | no | Pilote           | Écurie                  | Tours | Temps/Abandon                                                     | Grille | Points |
| ---- | -- | ---------------- | ----------------------- | ----- | ----------------------------------------------------------------- | ------ | ------ |
| 1    | 4  | Lando Norris     | McLaren-Mercedes        | 58    | 1 h 26 min 33 s 291 (212,247 km/h)                                | 1      | 25     |
| 2    | 55 | Carlos Sainz Jr. | Ferrari                 | 58    | + 5 s 832                                                         | 3      | 18     |
| 3    | 16 | Charles Leclerc  | Ferrari                 | 58    | + 31 s 928                                                        | 19     | 15     |
| 4    | 44 | Lewis Hamilton   | Mercedes                | 58    | + 36 s 583                                                        | 16     | 12     |
| 5    | 63 | George Russell   | Mercedes                | 58    | + 37 s 538                                                        | 6      | 10     |
| 6    | 1  | Max Verstappen   | Red Bull-Honda RBPT     | 58    | + 49 s 847 (dont 10 secondes de pénalité purgées en course)       | 4      | 8      |
| 7    | 10 | Pierre Gasly     | Alpine-Renault          | 58    | + 1 min 12 s 560                                                  | 5      | 6      |
| 8    | 27 | Nico Hülkenberg  | Haas-Ferrari            | 58    | + 1 min 15 s 554                                                  | 7      | 4      |
| 9    | 14 | Fernando Alonso  | Aston Martin-Mercedes   | 58    | + 1 min 22 s 373                                                  | 8      | 2      |
| 10   | 81 | Oscar Piastri    | McLaren-Mercedes        | 58    | + 1 min 23 s 821 (dont 10 secondes de pénalité purgées en course) | 2      | 1      |
| 11   | 23 | Alexander Albon  | Williams-Mercedes       | 57    | + 1 tour                                                          | 18     |        |
| 12   | 22 | Yuki Tsunoda     | Racing Bulls-Honda RBPT | 57    | + 1 tour                                                          | 11     |        |
| 13   | 24 | Zhou Guanyu      | Kick Sauber-Ferrari     | 57    | + 1 tour (dont 5 secondes de pénalité purgées en course)          | 15     |        |
| 14   | 18 | Lance Stroll     | Aston Martin-Mercedes   | 57    | + 1 tour (dont 5 secondes de pénalité)                            | 13     |        |
| 15   | 61 | Jack Doohan      | Alpine-Renault          | 57    | + 1 tour                                                          | 17     |        |
| 16   | 20 | Kevin Magnussen  | Haas-Ferrari            | 57    | + 1 tour                                                          | 14     |        |
| 17   | 30 | Liam Lawson      | Racing Bulls-Honda RBPT | 55    | Freins                                                            | 12     |        |
| Abd. | 77 | Valtteri Bottas  | Kick Sauber-Ferrari     | 30    | Accrochage                                                        | 9      |        |
| Abd. | 43 | Franco Colapinto | Williams-Mercedes       | 26    | Moteur                                                            | 20     |        |
| Abd. | 11 | Sergio Pérez     | Red Bull-Honda RBPT     | 0     | Accrochage                                                        | 10     |        |

### Pole position et record du tour
- Pole position :  Lando Norris (McLaren-Mercedes) en 1 min 22 s 595 (230,179 km/h)[30].
- Meilleur tour en course :  Kevin Magnussen (Haas-Ferrari) en 1 min 25 s 637 (222,002 km/h) au cinquante-septième tour ; seizième de l'épreuve, il ne peut prétendre au point bonus associé[31].

### Tours en tête
- Lando Norris (McLaren-Mercedes) : 58 tours (1-58)[32].

## Classements généraux à l'issue de la course
| Pos.     | Pilote           | Écurie                  | Points |
| -------- | ---------------- | ----------------------- | ------ |
| Champion | Max Verstappen   | Red Bull-Honda RBPT     | 437    |
| 2        | Lando Norris     | McLaren-Mercedes        | 374    |
| 3        | Charles Leclerc  | Ferrari                 | 356    |
| 4        | Oscar Piastri    | McLaren-Mercedes        | 292    |
| 5        | Carlos Sainz Jr. | Ferrari                 | 290    |
| 6        | George Russell   | Mercedes                | 245    |
| 7        | Lewis Hamilton   | Mercedes                | 223    |
| 8        | Sergio Pérez     | Red Bull-Honda RBPT     | 152    |
| 9        | Fernando Alonso  | Aston Martin-Mercedes   | 70     |
| 10       | Pierre Gasly     | Alpine-Renault          | 42     |
| 11       | Nico Hülkenberg  | Haas-Ferrari            | 41     |
| 12       | Yuki Tsunoda     | Racing Bulls-Honda RBPT | 30     |
| 13       | Lance Stroll     | Aston Martin-Mercedes   | 24     |
| 14       | Esteban Ocon     | Alpine-Renault          | 23     |
| 15       | Kevin Magnussen  | Haas-Ferrari            | 16     |
| 16       | Alexander Albon  | Williams-Mercedes       | 12     |
| 17       | Daniel Ricciardo | Racing Bulls-Honda RBPT | 12     |
| 18       | Oliver Bearman   | Ferrari                 | 7      |
| 19       | Franco Colapinto | Williams-Mercedes       | 5      |
| 20       | Zhou Guanyu      | Kick Sauber-Ferrari     | 4      |
| 21       | Liam Lawson      | Racing Bulls-Honda RBPT | 4      |

| Pos.     | Écurie                  | Points |
| -------- | ----------------------- | ------ |
| Champion | McLaren-Mercedes        | 666    |
| 2        | Ferrari                 | 652    |
| 3        | Red Bull-Honda RBPT     | 589    |
| 4        | Mercedes                | 468    |
| 5        | Aston Martin-Mercedes   | 94     |
| 6        | Alpine-Renault          | 65     |
| 7        | Haas-Ferrari            | 58     |
| 8        | Racing Bulls-Honda RBPT | 46     |
| 9        | Williams-Mercedes       | 17     |
| 10       | Kick Sauber-Ferrari     | 4      |

## Statistiques
Le Grand Prix d'Abou Dabi 2024 représente :
- la 9e pole position de Lando Norris, sa huitième de la saison[34] ;
- la 4e victoire de Lando Norris, sa quatrième de la saison[35] ;
- le 2e Grand Prix mené de bout en bout par Lando Norris[36] ;
- la 189e victoire de McLaren en tant que constructeur[37] ;
- la 221e victoire de Mercedes en tant que motoriste[38].

Au cours de ce Grand Prix :
- McLaren remporte son 9e titre mondial des constructeurs, le premier depuis 1998[39] ;
- Lando Norris passe la barre des 1 000 points inscrits en Formule 1 (1 007 points)[40] ;
- Charles Leclerc est élu « pilote du jour » à l'issue d'un vote organisé sur le site officiel de la Formule 1[41] ;
- Derek Warwick (146 départs en Grands Prix entre 1981 et 1993, quatre podiums, 71 points inscrits) est nommé conseiller par la FIA pour aider dans leurs jugements le groupe des commissaires de course[42].